# Głowno (gromada)
Głowno – dawna gromada, czyli najmniejsza jednostka podziału terytorialnego Polskiej Rzeczypospolitej Ludowej w latach 1954–1972.
Gromady, z gromadzkimi radami narodowymi (GRN) jako organami władzy najniższego stopnia na wsi, funkcjonowały od reformy reorganizującej administrację wiejską przeprowadzonej jesienią 1954 do momentu ich zniesienia z dniem 1 stycznia 1973, tym samym wypierając organizację gminną w latach 1954–1972.
Gromadę Głowno z siedzibą GRN w mieście Głownie (nie wchodzącym w jej skład) utworzono 1 lipca 1968 w powiecie łowickim w woj. łódzkim z obszarów zniesionych gromad Antoniew i Lubianków (bez wsi Rozdzielna, wsi, osady i parceli Wiesiołów oraz wsi Zajrzew) w tymże powiecie.
1 stycznia 1970 do gromady Głowno włączono obszar o powierzchni 115,09 ha wyłączony z miasta Głowna.
Gromada przetrwała do końca 1972 roku, czyli do kolejnej reformy gminnej. 1 stycznia 1973 w powiecie łowickim utworzono gminę Głowno (od 1999 gmina Głowno należy do powiatu zgierskiego).